# Ali Al-Sharuee
Ali Yaseen Talib Al-Sharuee (ar. علي ياسين طالب الشروعي;ur. 29 sierpnia 1999) – iracki zapaśnik walczący w stylu klasycznym.
Wicemistrz igrzysk panarabskich w 2023. Brązowy medalista mistrzostw Azji w 2025. Mistrz arabski w 2022 i 2023 roku.